# Die Hochzeit
Die Hochzeit er en ufuldendt opera af Richard Wagner. Wagner færdiggjorde librettoen og begyndte at komponere musikken i efteråret 1832. Han opgav operaen, efter at hans søster havde udtrykt sin afsky for historien. Wagner tilintetgjorde derfor librettoen.
Om historien vides det dog, at pigen Ada skal giftes med den unge mand Arindal. De indgik ikke ægteskabet af kærlighed, men af politiske hensyn. Aftenen før brylluppet træder Cadolt, der havde haft et godt øje til Ada, ind i hendes værelse. Men Ada afviser Cadolts tilnærmelser og ender med, i sit forsvar for sin dyd, at skubbe Cadolt ud over balkonen. Han falder og dør, men Adas følelser for Cadolt bliver klare ved begravelsen: hun falder om ved siden af ham og dør.
Af musikken er kun en septet overleveret.
Wagner genbrugte navnene Ada og Arindal til hovedpersonerne i Die Feen (1833), hans første fuldendte opera.